# Provincia de Vicenza
Vicenza (en italiano: provincia di Vicenza) es una provincia de la región del Véneto, en Italia. Su capital y ciudad más poblada es Vicenza.
Tiene un área de 2722 km², y una población total de 678.089 hab. (2004). Hay 114 comuni (municipios) en la provincia. Es famosa por ser el lugar en el que el arquitecto Andrea Palladio construyó gran parte de sus palacios.
Algunas ciudades importantes de la provincia son Bassano del Grappa, Schio, Thiene, Marostica, Lonigo y Arzignano.

## Municipios
La provincia comprende, a fecha de 2020, los siguientes 114 municipios:
- Agugliaro
- Albettone
- Alonte
- Altavilla Vicentina
- Altissimo
- Arcugnano
- Arsiero
- Arzignano
- Asiago
- Asigliano Veneto
- Barbarano Mossano
- Bassano del Grappa
- Bolzano Vicentino
- Breganze
- Brendola
- Bressanvido
- Brogliano
- Caldogno
- Caltrano
- Calvene
- Camisano Vicentino
- Campiglia dei Berici
- Carrè
- Cartigliano
- Cassola
- Castegnero
- Castelgomberto
- Chiampo
- Chiuppano
- Cogollo del Cengio
- Colceresa
- Cornedo Vicentino
- Costabissara
- Creazzo
- Crespadoro
- Dueville
- Enego
- Fara Vicentino
- Foza
- Gallio
- Gambellara
- Gambugliano
- Grisignano di Zocco
- Grumolo delle Abbadesse
- Isola Vicentina
- Laghi
- Lastebasse
- Longare
- Lonigo
- Lugo di Vicenza
- Lusiana Conco
- Malo
- Marano Vicentino
- Marostica
- Monte di Malo
- Montebello Vicentino
- Montecchio Maggiore
- Montecchio Precalcino
- Montegalda
- Montegaldella
- Monteviale
- Monticello Conte Otto
- Montorso Vicentino
- Mussolente
- Nanto
- Nogarole Vicentino
- Nove
- Noventa Vicentina
- Orgiano
- Pedemonte
- Pianezze
- Piovene Rocchette
- Pojana Maggiore
- Posina
- Pove del Grappa
- Pozzoleone
- Quinto Vicentino
- Recoaro Terme
- Roana
- Romano d'Ezzelino
- Rossano Veneto
- Rosà
- Rotzo
- Salcedo
- San Pietro Mussolino
- San Vito di Leguzzano
- Sandrigo
- Santorso
- Sarcedo
- Sarego
- Schiavon
- Schio
- Solagna
- Sossano
- Sovizzo
- Tezze sul Brenta
- Thiene
- Tonezza del Cimone
- Torrebelvicino
- Torri di Quartesolo
- Trissino
- Valbrenta
- Valdagno
- Valdastico
- Valli del Pasubio
- Val Liona
- Velo d'Astico
- Vicenza
- Villaga
- Villaverla
- Zanè
- Zermeghedo
- Zovencedo
- Zugliano